# Дамаскус (Џорџија)
Дамаскус (Џорџија) (енгл. Damascus) град је у америчкој савезној држави Џорџија. По попису становништва из 2010. у њему је живело 254 становника.

## Демографија
Према попису становништва из 2010. у граду је живело 254 становника, што је 23 (8,3%) становника мање него 2000. године.
| Група             | 2000.       | 2010.       |
| Белци             | 100 (36,1%) | 82 (32,3%)  |
| Афроамериканци    | 176 (63,5%) | 162 (63,8%) |
| Азијати           | 0 (0,0%)    | 6 (2,4%)    |
| Хиспаноамериканци | 0 (0,0%)    | 1 (0,4%)    |
| Укупно            | 277         | 254         |